# London Transport Executive (GLC)
Die London Transport Executive war die Exekutivagentur des Greater London Council, die von 1970 bis 1984 für den öffentlichen Personennahverkehr in London und Umgebung zuständig war. Wie alle Verkehrsbehörden in den Jahren 1933 bis 2000 trat sie unter dem Markennamen „London Transport“ in Erscheinung. Sie ist nicht zu verwechseln mit der London Transport Executive der Jahre 1948 bis 1962.

## Geschichte
Der Transport (London) Act 1968 erwirkte die Bildung der staatlichen National Bus Company (NBC), die viele nichtstädtische Busbetriebe in Großbritannien aufnahm und dadurch unter staatliche Kontrolle stellte. Der Transport (London) Act 1969 schuf für die Buslinien in den ländlichen Außengebieten Londons („London Country“) und der Green-Line-Schnellbuslinien eine neue Tochtergesellschaft der NBC, die ab dem 1. Januar 1970 als London Country Bus Services (LCBS) die grünen Busse und deren Betriebshöfe aus dem bisherigen London Transport Board (LTB) ausgliederte. Die roten städtischen Busse Londons und die U-Bahn gelangten zum selben Datum unter die Kontrolle des Greater London Council (GLC) als neue London Transport Executive.
Ende 1970 hatte London Transport 60.192 Beschäftigte, davon 27.966 im Busbereich, 11.041 im Bahnbereich, 19.458 im Werkstattbereich und 1.727 im General Management. Es gab 71 Busbetriebshöfe mit insgesamt 6428 Bussen, davon 1180 Einmannwagen; im Bahnbereich gab es 4423 U-Bahn-Wagen, 22 Depots und Bahn-Werkstätten, 246 Stationen mit 235 Rolltreppen und 83 Lifts.
Die London Transport Executive bestand Ende der 1970er Jahre neben der Hauptabteilung aus den drei Abteilungen Bus, Bahn sowie Eigentums-/Vermögens- und Immobilienverwaltung.
Ende 1982 hatte London Transport 58.072 Beschäftigte, davon 29.965 bei London Buses (inklusive Werkstatt), 23.706 im Bahnbereich (davon 12.185 im Werkstattbereich) und 4.401 in Verwaltung und Management. Es gab insgesamt 6205 Busse, davon 5596 Doppeldecker, 4069 U-Bahn-Wagen, 21 Depots und Bahn-Werkstätten, 266 Stationen (davon 247 unter eigener Verwaltung) mit 272 Rolltreppen und 70 Lifts.
Im Juni 1984 wurde die London Transport Executive gemäß dem London Regional Transport Act 1984 aufgelöst und durch London Regional Transport (LRT) ersetzt.

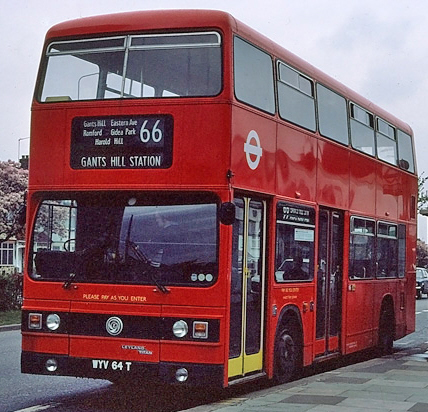
Leyland Titan, eingesetzt ab 1979

### Busverkehr
Die nach dem Reshaping-Plan der 1960er Jahre zum Umgang mit dem Problem der Personalknappheit vorgesehenen Einmannbusse, vermehrt auch als Eindecker, wurden bei der britischen Nutzfahrzeugindustrie geordert und mit für die Londoner Belange angepassten Aufbauten versehen. Diese Busse „von der Stange“ bereiteten der London Transport Executive große Probleme, da sie den Anforderungen des anspruchsvollen Londoner Betriebs nicht genügten. Durch die zu dieser Zeit herrschenden Probleme bei den britischen Automobilproduzenten kam es zu ernsten Ersatzteilknappheiten. Deswegen mussten von Anfang bis Mitte der 1970er Jahre reihenweise Busse betriebsunfähig abgestellt werden. Weitere Probleme bereiteten der Personalmangel sowie die vermehrte Verstopfung der Straßen durch die Zunahme des Individualverkehrs. 1974 und 1975 wurden 15 % der vorgesehenen Kilometerleistungen nicht gefahren. 15–30 Prozent der Dienste (Fahrer, Schaffner, Werkstatt) konnten nicht besetzt werden. Dem Personalmangel begegnete man mit verstärkter Anwerbung und besserem Lohn, deren Wirkung aber erst 1975 einsetzte. Auf die Auswirkungen von Verkehrsstaus reagierte man verstärkt mit der Einrichtung von Busspuren und Betriebsleit-Einrichtungen mit automatisierten Standortmeldungen der Busse. Gegen die Fahrzeugknappheit half der längere Einsatz älterer Busse (AEC Regent = RT und Routemaster = RM/RML). Wegen der Probleme britischer Nutzfahrzeughersteller beschaffte man erstmals Busse mit schwedischen Fahrwerken (Metroscania, Code MD). Weitere neue Busse in größerer Zahl kamen von Leyland (Eindecker Leyland National = LS, Doppeldecker Leyland Titan = T) und Metro-Cammell-Weymann (Doppeldecker MCW Metrobus = M). Bei den Doppeldeckern gab es wieder Lieferschwierigkeiten, sodass diese neuen Wagen erst ab 1979 in größerer Zahl eingesetzt werden konnten.
Der bisher zentral geführte Busbereich erhielt 1979 eine neue Managementstruktur: Er wurde in acht über den Raum London verteilte, lokal geführte „Distrikte“ mit jeweils sieben bis zehn Garagen (Busbetriebshöfe und Wagenhallen) aufgeteilt. Die Distriktmanager konnten den Betrieb so die an die vor Ort erforderlichen Bedingungen anpassen. Die Distriktmanager führten mithilfe jeweils eines Betriebsleiters und eines Technischen Leiters in eigener Verantwortung den Einsatz von Bussen und Personal in den sieben bis zehn Busbetriebshöfen im Distrikt.
Die acht Distrikte, deren Busse unter dem gemeinsamen Markennamen London Buses eingesetzt wurden, waren:
- Abbey District, London NW1
- Watling District, London NW2
- Leaside District, London N4
- Tower District, London EC4
- Forest District, Ilford (Essex)
- South East London & Kent = SELKENT District, London SE5
- Wandle District, Mitcham (Surrey)
- Cardinal District, London W5

### U-Bahn
Im Bereich der Abteilung Bahn wurden vier U-Bahn-Abteilungen für den Betrieb von jeweils zwei U-Bahn-Betrieben geschaffen:
- Central Line und Bakerloo Line
- District Line und Piccadilly Line
- Metropolitan Line und Jubilee Line
- Northern Line und Victoria Line

Neben der Verantwortung für den täglichen Einsatz wurde auch die Durchführung der Wartung organisiert. In die Zeit der London Transport Executive fällt die Fertigstellung der Victoria Line und des westlichen Teils der Jubilee Line.